# Владикавказький трамвай
Владикавказький трамвай - міська електрифікована транспортна система в місті Владикавказ. Відкрито 16 серпня 1904.
Початкова ширина колії - 1000 мм. До 1918, належав франко-бельгійському товариству. У 1918 році Владикавказький трамвай було націоналізовано. У 1920-1924 роках трамвайний рух не здійснювався.
Перша ділянка ширококолійної трамвайної лінії була побудована в 1933 році. У 1936 році перехід трамвайної мережі міста на колію 1524 мм було завершено.
Станом на 2010 рік, Владикавказький трамвай знаходиться у відносно доброму стані. У пасажирському русі використовуються виключно вагони Tatra. Випадків закриття ліній в останні роки не було. 
Вагони Tatra були куплені в містах Німеччини, де вони багато років працювали на колії 1435 мм. Вагони мають нетиповий для Росії зовнішній вигляд і мають автозчеплення Шарфенберг. 

## Маршрути
| Діючі маршрути Владикавказу |                                  |                                  |         |                   |
| №                           | Кінцеві пункти                   | Кінцеві пункти                   | Маршрут | Примітки          |
| 1                           | вул.Владикавказька - вул.Чапаєва | вул.Владикавказька - вул.Чапаєва |         |                   |
| 2                           | ОЗАТЕ - Вул.Тельмана             | ОЗАТЕ - Вул.Тельмана             |         |                   |
| 4                           | вул.Владикавказька - вул.Чапаєва | вул.Владикавказька - вул.Чапаєва |         |                   |
| 5                           | Водна станція - вул.Тельмана     | Водна станція - вул.Тельмана     |         |                   |
| 6                           | вул.Чапаєва - вул.Чапаєва        | вул.Чапаєва - вул.Чапаєва        |         | Кільцевий маршрут |
| 7                           | проспект Коста - вул.Чапаєва     | проспект Коста - вул.Чапаєва     |         |                   |
| 8                           | проспект Коста - вул.Чапаєва     | проспект Коста - вул.Чапаєва     |         |                   |
| 9                           | Водна станція - вл.Тельмана      | Водна станція - вл.Тельмана      |         |                   |
| 10                          | ОЗАТЕ - вул.Тельмана             | ОЗАТЕ - вул.Тельмана             |         |                   |

## Рухомий склад
| Тип          | Штук |
| ------------ | ---- |
| Tatra KT4DM  | 28   |
| Tatra T4D-MI | 15   |
| Tatra T4D    | 8    |
| Tatra T3D    | 7    |
| KTM-5A       | 1    |